# Gregor Gobius

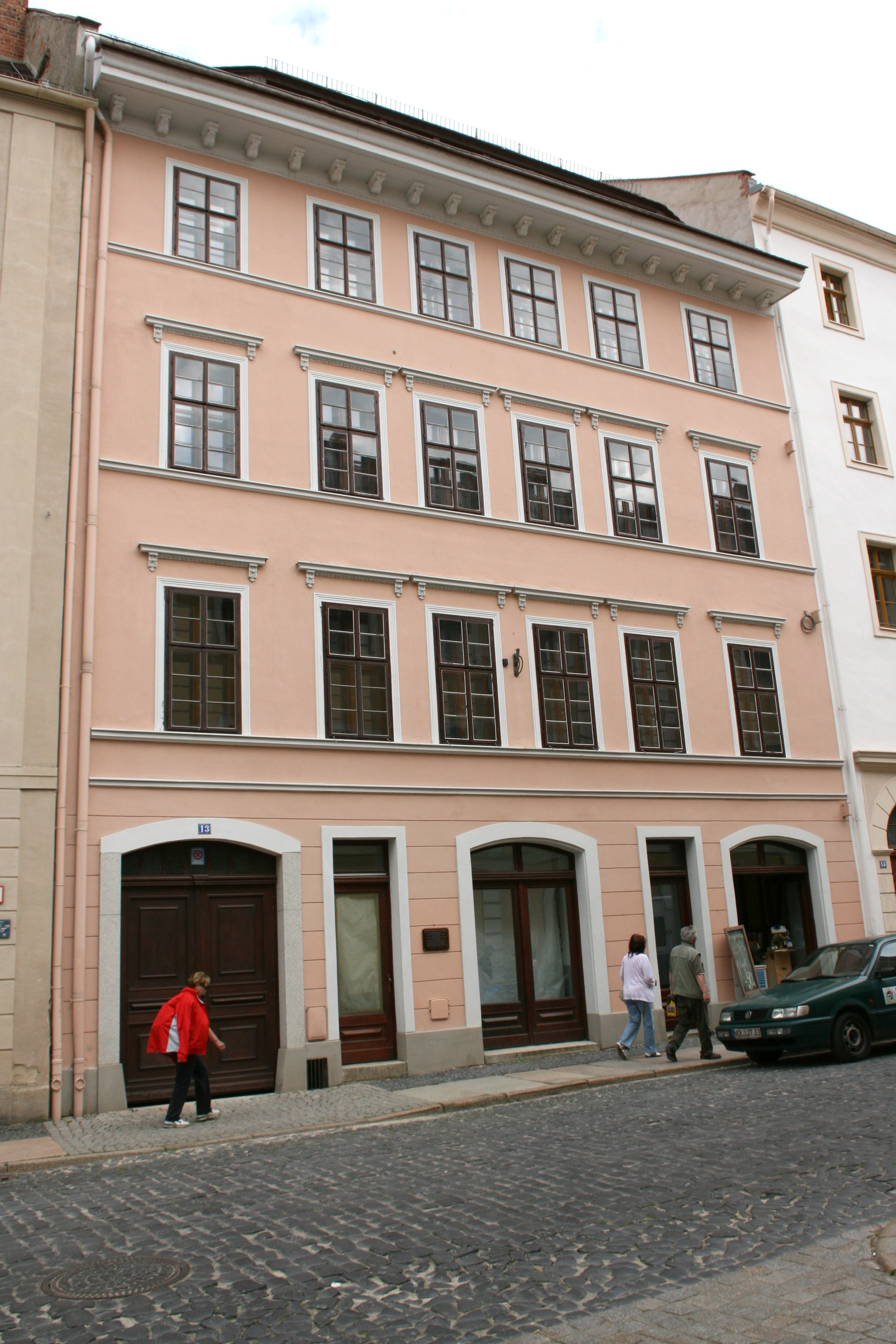
Wohnhaus Peterstraße 13 in Görlitz

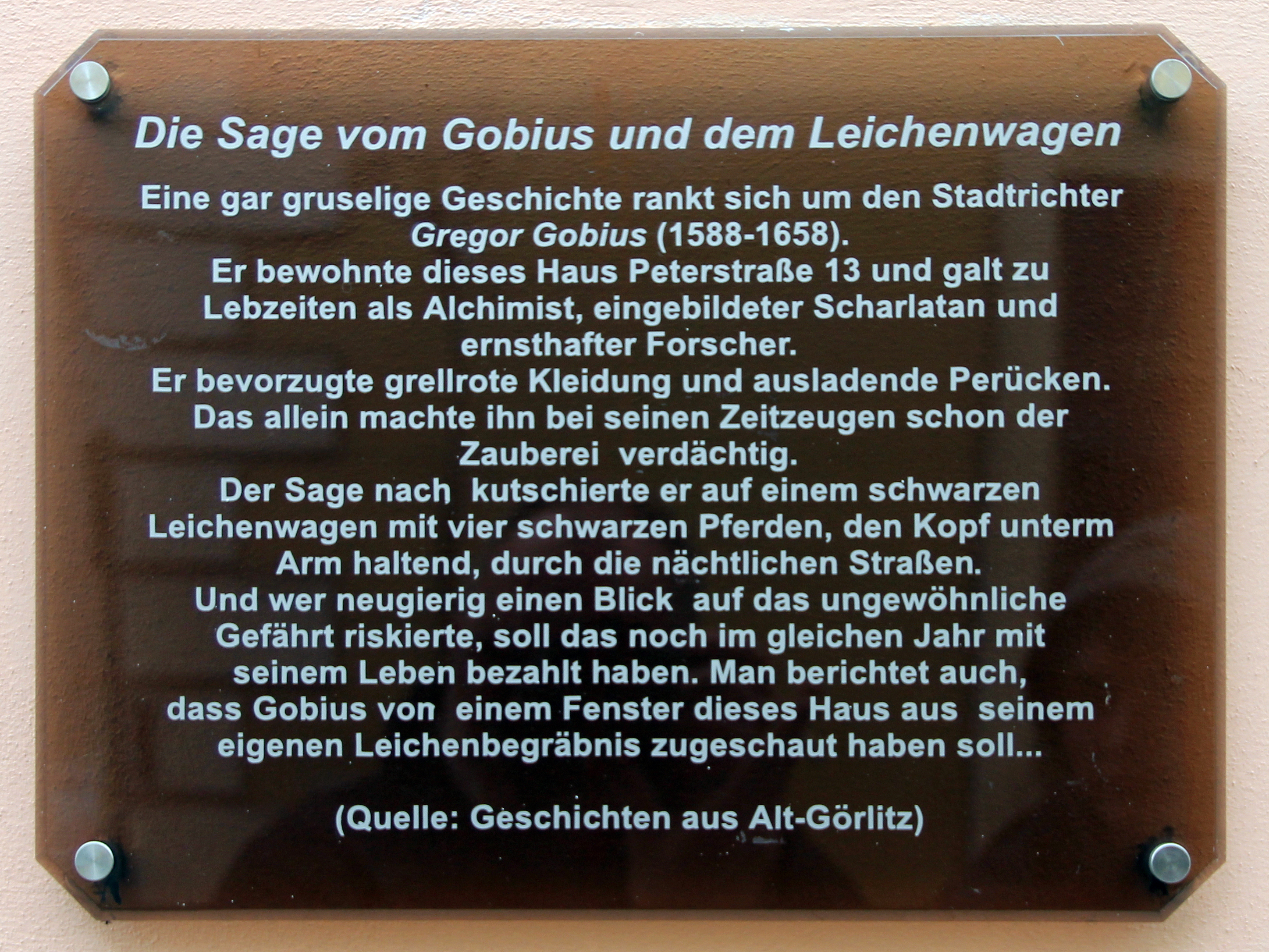
Gedenktafel am Haus, Peterstraße 13, in Görlitz

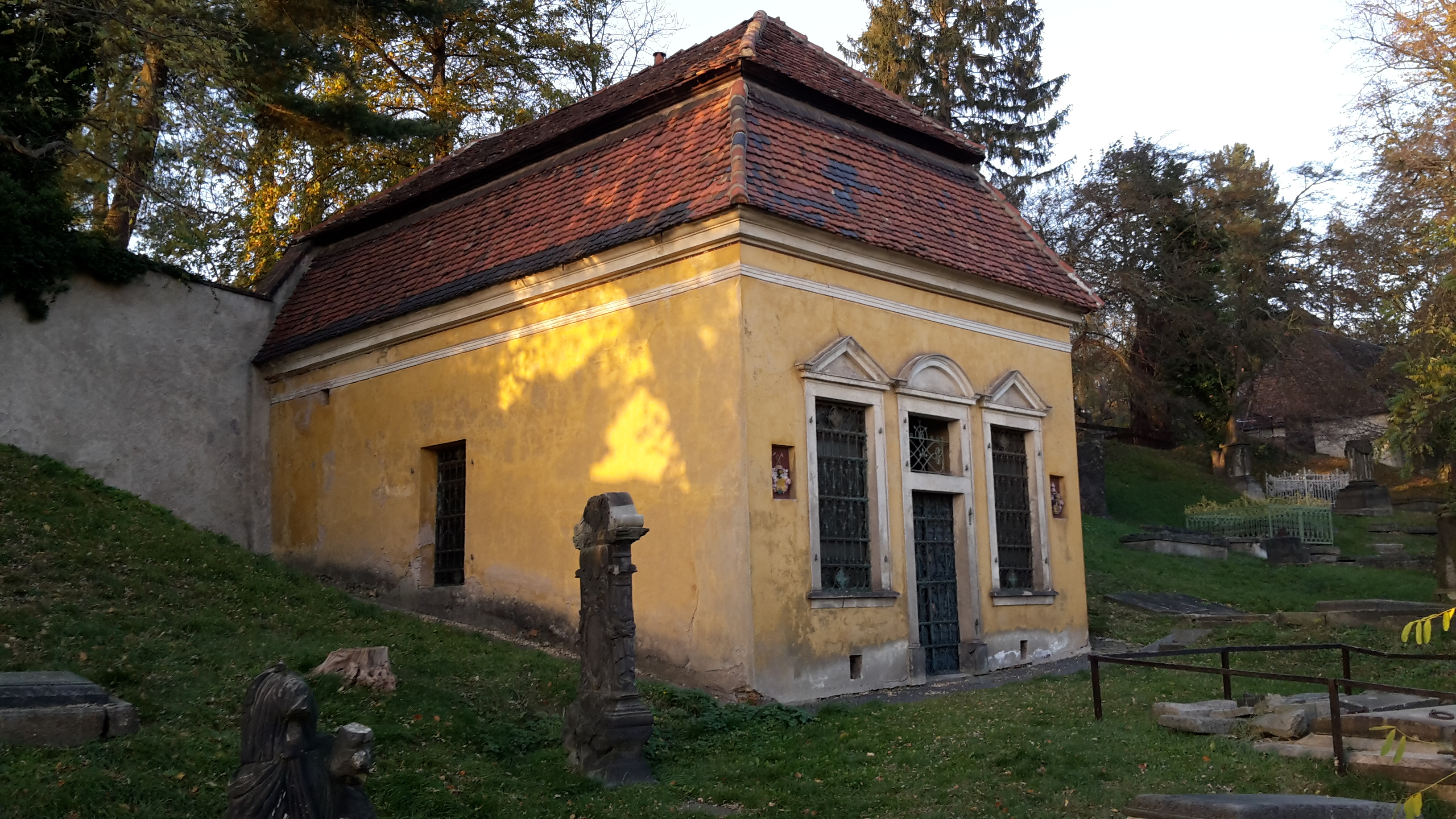
Grufthaus von Gobius

Gregor Kopsch (latinisiert Gobius; * 8. Dezember 1588 in Glogau; † 9. Februar  1658) war Stadtrichter von Görlitz und ein Alchimist.

## Leben
Gregor entstammte der Familie Gobius und war der Sohn des Glogauer Syndikus Joachim Gobius. Sein Großvater Joachim Gobius war Bürgermeister in Anklam. Gobius machte in seiner Jugend mehrere Studienreisen ins Ausland. So bereiste er Frankreich, Belgien und England. 1630 wurde er Stadtrichter in Görlitz.
Die in jüngeren Jahren mehrfach aufgestellte Behauptung, Gobius sei Bürgermeister von Görlitz gewesen, findet sich weder in historischen Quellen zu Gobius noch im Verzeichnis der Bürgermeister von Görlitz.
Gobius stach unter seinen Mitbürgern durch eine auffällige Aufmachung – rote Kleider und eine voluminöse Perücke – hervor. Er beschäftigte sich mit Goldmacherei und mit der Einbalsamierung von Leichnamen. Seine Frau Anna, geb. Heintze, mit der er neun Kinder hatte, balsamierte er in seinem Haus in der Peterstraße 13 eigenhändig ein; der Leichnam erwies sich bei einer späteren Graböffnung als wohl erhalten. Gobius selbst wurde von seinem Diener einbalsamiert. Das Ergebnis soll weniger zufriedenstellend gewesen sein.
Die Gruft der Familie Gobius, ein Werk der Renaissance aus dem Jahr 1653, ist auf dem Nikolaifriedhof in Görlitz erhalten geblieben. Im Jahr 2006 wurde das Gittertor gestohlen, später aber wieder aufgefunden.

## Sagen
Gregor Gobius wurden wundersame Dinge nachgesagt. So soll er seinem eigenen Leichenzug vom Fenster seines Hauses aus nachgesehen haben. Um seine Gruft auf dem Nikolaifriedhof soll es spuken und an dem Gitter dieser Gruft soll ein Ring fehlen, den kein Schmied dauerhaft ersetzen kann, weil er in der jeweils folgenden Nacht wieder abspringt. Auch soll nächtliches Wagenrasseln einen Leichenzug mit kopflosen Trauergästen und Zugpferden ankündigen. Wer diesen Trauerzug sieht, soll noch im selben Jahr sterben.

## Literarische Verwendung
Adolf Muschg lässt in seinem Roman Kinderhochzeit einen der Protagonisten, den Gelehrten Balthasar Nicht, in Gobius’ Haus in der Peterstraße wohnen. Balthasar Nicht erzählt die Sagen um Gobius seinem Gast Klaus Marbach.
Gobius ist außerdem die Hauptperson in René Harders Stück Der Gottesacker blüht, das in Görlitz auf dem Nikolaifriedhof aufgeführt wird. Auch in Der verräterischen Rotte Tor spielt Gregor Gobius eine Rolle.
Gerald Frankenhäuser widmete Gobius ein ganzes Buch, in dem er Legenden und Gobius wirklichen Lebenslauf gegenüberstellt.